# Katastrofa lotu China Northwest Airlines 2303
Katastrofa lotu China Northwest Airlines 2303 wydarzyła się 6 czerwca 1994 roku w okolicach miasta Xi’an w Chinach. Samolot Tupolew Tu-154M (nr rej. B-2610), linii China Northwest Airlines (lot nr 2303) rozbił się kilka minut po starcie z lotniska. W wyniku katastrofy zginęło 160 osób (146 pasażerów i 14 członków załogi) - wszyscy na pokładzie. Jest to największa katastrofa lotnicza w historii Chin.
Tupolew odbywał lot krajowy z Xi’an do Kantonu. Maszyna rozbiła się 8 minut po starcie (10 minut według oficjalnego raportu), na polu, 18 mil na południowy wschód od lotniska Xianyang Airport. Według ustaleń przyczyną katastrofy było błędne działanie autopilota. Piloci nie zauważyli, że autopilot ma ustawiony zły kurs. Gdy kapitan zauważył, że maszyna schodzi z kursu, samolot zaczął się gwałtownie trząść, przez co sytuacja nie była już do opanowania i doszło do katastrofy.
Zły przegląd techniczny i nieodpowiednia praca mechanika to prawdopodobne przyczyny przebiegu katastrofy. Poprzedniego wieczoru błędnie podłączono autopilota: przewód sterujący obrotem samolotu w osi pionowej (yaw channel) został podłączony do elementów kontrolujących przechył maszyny (bank control) i odwrotnie. W dodatku te błędne naprawy nie były przeprowadzone w warsztacie do tego przystosowanym.

## Narodowości ofiar katastrofy
| Kraj              | Pasażerowie | Załoga | Razem |
| ----------------- | ----------- | ------ | ----- |
| Chiny             | 119         | 14     | 133   |
| Japonia           | 6           | 0      | 6     |
| Rosja             | 5           | 0      | 5     |
| Włochy            | 4           | 0      | 4     |
| Hongkong          | 3           | 0      | 3     |
| Korea Południowa  | 3           | 0      | 3     |
| Francja           | 3           | 0      | 3     |
| Stany Zjednoczone | 2           | 0      | 2     |
| Niemcy            | 2           | 0      | 2     |
| Indonezja         | 2           | 0      | 2     |
| Tajwan            | 1           | 0      | 1     |
| Filipiny          | 1           | 0      | 1     |
| Singapur          | 1           | 0      | 1     |
| Malezja           | 1           | 0      | 1     |
| Kanada            | 1           | 0      | 1     |
| Wielka Brytania   | 1           | 0      | 1     |
| Wietnam           | 1           | 0      | 1     |
| Razem             | 146         | 14     | 160   |